# Adamâncio (cubiculário)
Adamâncio (em latim: Adamantius; em grego: Αδαμάντιος; romaniz.: Adamántios) foi um oficial bizantino do começo ou meados do século VII. Nada se sabe sobre ele, exceto que por este período exerceu a função de cubiculário como é atestável por seu selo. No obverso do selo há um monograma cruciforme com os dizeres "a Teótoco ajuda" (Θεοτόκε βοήθει), enquanto no reverso há um monograma quadrado "Adamâncio cubiculário" (Αδαμαντίου κουβικυλαρίου).